# Liuleakovo, Dobrici
Liuleakovo (în bulgară Люляково, în română Liliacova) este un sat în comuna Gheneral-Toșevo, regiunea Dobrici, Dobrogea de Sud, Bulgaria. 
Între anii 1913-1940 a făcut parte din plasa Casim a județului Caliacra, România. Majoritatea locuitorilor erau români.

## Demografie
Componența etnică a satului Liuleakovo
     Bulgari (47,71%)
     Romi (20,72%)
     Turci (10,07%)
     Nicio identificare (17,87%)
     Altele (3,61%)
La recensământul din 2011, populația satului Liuleakovo era de 526 locuitori. Nu există o etnie majoritară, locuitorii fiind bulgari (47,71%), romi (20,72%) și turci (10,07%). Pentru 17,87% din locuitori nu este cunoscută apartenența etnică.